# Johann Hohe
Johann Hohe (* 14. Dezember 1774 auf der Schweinsmühle bei Kirchahorn; † 19. Juli 1847 in Bayreuth) war ein deutscher Maler.

## Leben
Seit 1797 ist sein Aufenthalt in Bayreuth nachweisbar. Er war seit dem 28. März 1797 mit Christiana Johanna Goetschel († 22. Dezember 1829) aus Goldkronach verheiratet. Zusammen hatte das Paar sechs Kinder, zwei Töchter und vier Söhne. Christian Hohe (1798–1868) war der zweite geborene Sohn. Friedrich Hohe (1802–1870) war der drei Jahre jüngere Bruder. Beide Brüder waren als Maler und Lithographen tätig. Ihre erste Ausbildung erhielten beide bei ihrem Vater Johann Hohe und studierten anschließend an der Münchner Kunstakademie. Daneben war der Bruder Gustav Hohe (1800–1872) Jurist und bayrischer Verwaltungsbeamter.
Ein Stillleben aus Weintrauben von 1811 war bisher das einzige Werk, das mit Johann Hohe in Verbindung gebracht werden konnte. Im Rahmen von Forschungen über den Bühnentechniker Josef Mühldorfer (1800–1863) wurde nachgewiesen, dass Hohe als Dekorationsmaler für das Markgräfliche Operhaus Bayreuth über einen längeren Zeitraum (ca. 1818–1837) tätig war.